# Schwalbach am Taunus
Schwalbach am Taunus é um município da Alemanha, situado no distrito de Main-Taunus, no estado de Hesse. Tem 6,47 km² de área, e sua população em 2019 foi estimada em 15.300 habitantes.